# ميغيل أنخيل ألبا دياز
ميغيل أنخيل ألبا دياز (بالإسبانية: Miguel Ángel Alba Díaz)‏ هو كاهن كاثوليكي مكسيكي، ولد في 23 يناير 1951 في مونتيري في المكسيك.